# Thrinchostoma sakalavum
Thrinchostoma sakalavum är en biart som beskrevs av Blüthgen 1930. Thrinchostoma sakalavum ingår i släktet Thrinchostoma och familjen vägbin. Inga underarter finns listade i Catalogue of Life.